# Synagoge (Tüchersfeld)
Die Synagoge in Tüchersfeld, einem Stadtteil von Pottenstein im oberfränkischen Landkreis Bayreuth in Bayern, wurde nach 1760 errichtet. Die profanierte Synagoge im ehemaligen Judenhof ist ein geschütztes Baudenkmal.

## Geschichte
Das bis heute erhaltene Synagogengebäude wurde nach dem Brand von 1760 errichtet. Es diente der jüdischen Gemeinde bis um 1865/70 als Gotteshaus. Danach wurde das Gebäude anderweitig genutzt.

## Beschreibung
Die Bausubstanz des Synagogengebäudes blieb im Wesentlichen erhalten: Treppenaufgang, Türen, Fenster, Spuren des Toraschreines und die Decke. Auch der Frauenbetraum ist erhalten. Die Sitzplätze der Männer sind durch aufgemalte Rückenlehnen an den Wänden angedeutet. Ein Oval mit zentraler Sonne schmückt die Stirnwand und weist in südöstlicher Richtung nach Jerusalem.

## Heutige Nutzung
Die ehemalige Synagoge wird seit den 1980er Jahren als Teil des in den Gebäuden des Judenhofs  eingerichteten Fränkische-Schweiz-Museums genutzt.